# بستان الباشا
بستان الباشا (به عربی: بستان الباشا ) یک منطقهٔ مسکونی در سوریه است که در شهرستان جبله واقع شده‌است.

## خصوصیات
بستان الباشا ۱٬۶۰۳ نفر جمعیت دارد.